# 더 리얼 월드: 백 투 뉴욕
더 리얼 월드: 백 투 뉴욕(The Real World: Back to New York)는 《더 리얼 월드》의 10번째 시즌으로, 2001년 1월 9일부터 6월 2일까지 방영되었다. 뉴욕 그리니치빌리지를 무대로 하고 있다.